# Val-d’Oire-et-Gartempe
Val-d’Oire-et-Gartempe község Franciaország Új-Aquitania régiójában, Haute-Vienne megyében. Új községként 2019. január 1-jén jött létre négy korábbi község: Bussière-Poitevine, Darnac, Saint-Barbant és Thiat egyesítésével. 
Az egyesüléskor az új község lélekszáma 1769 fő lett. Lakosainak száma 1712 fő (2022. január 1.).

## Népesség
| Lakosok száma | 1671 | 1655 | 1646 | 1669 | 1691 | 1712 |
|               | 2017 | 2018 | 2019 | 2020 | 2021 | 2022 |